# Dixeia charina
Dixeia charina é uma borboleta da família Pieridae e é nativa do sudeste da África.
A envergadura é de 34 a 40 mm nos machos e 36 a 42 mm nas fêmeas. Seu período de voo é o ano todo.
As larvas se alimentam de Capparis citrifolia e Capparis sepiaria.

## Subespécies
Listados em ordem alfabética:
- D. c. charina (sul de Moçambique, África do Sul, Essuatíni)
- D. c. dagera (Suffert, 1904) (Tanzânia)
- D. c. liliana (Grose-Smith, 1889) (leste e litoral do Quénia, norte da Tanzânia)
- D. c. narena (Grose-Smith, 1898) (Madagáscar)
- D. c. pulverulenta (Dixey, 1929) (Quénia)
- D. c. septentrionalis Bernardi, 1958 (leste e norte da Etiópia)
- D. c. simana Hopffer, 1855 (norte de Moçambique)